# Raïon national allemand
 (avril 2018).
Le Raïon national allemand d'Halbstadt (en allemand : Deutscher Nationalrajon ; en russe : Немецкий национальный район Алтайского края, Nemetski natsionalny raïon Altaïskogo kraï) est un raïon de la fédération de Russie, dans le kraï de l'Altaï, en Sibérie occidentale.

## Géographie
Le raïon est dans le kraï de l'Altaï, en Sibérie occidentale. Il se trouve dans la steppe de Koulounda, qui s'étend entre le Kazakhstan, l'Ob et l'Irtych.
Son centre administratif est le village de Galbchtadt, à 430 km à l'ouest de Barnaoul, et à 35 km au nord-est de Slavgorod, où se trouve une gare sur la ligne de chemin de fer Tatarsk – Koulounda.
Il est traversé par la route nationale Kamen-sur-Ob – Slavgorod.
Il compte plusieurs villages aux noms de Diegtarka, Grichkovka, Halbstadt, Kamychi, Koussak, Nikolaïevka, Orlovo, Podsosnovo, Polevoïé, Protassovo, Redkaïa Doubrava et Choumanovka, ainsi que des hameaux, Nikolaïpol, Krassnyi Dol (ou Schönthal), Sineozornoïe (ou Schönsee), Dvorskoïe (ou Rosenhof), Lesnoïe (ou Rosenwald), entre autres.

## Histoire
Le raïon a été créé en 1927 et s'appelait jusqu'alors Oktiabrski. Il fut transformé en district allemand, car il accueillait 96 % d'Allemands. Il fut dissous en 1938 et son journal germanophone Die Rote Fahne (« Le Drapeau rouge ») interdit.
En août 1941, les Allemands de la Volga furent déportés par Staline vers l'Asie centrale ou dans des camps de travail, tout comme un certain nombre d'habitants du raïon. L'usage de l'allemand fut interdit en public. Le raïon est appelé Nekrassovo après la Seconde Guerre mondiale pour punir la population (sans autre motif que son origine).
En 1989, à l'époque de la perestroïka, le gouvernement d'Allemagne de l'Ouest s'intéressa au sort de ces populations, dont beaucoup, bénéficiant de la loi du droit au retour, émigrèrent en Allemagne. A Halbstadt, il fut décidé d'un programme de réhabilitation des villages. L'Allemagne finança trois laiteries, deux abattoirs et une boulangerie industrielle. Plus tard, on construisit, grâce à ce programme, une clinique et une crèche. On introduisit un enseignement en allemand dans les écoles. De nouveaux venus d'origine allemande du Kazakhstan ou de Kirghizie, avec l'effondrement des fermes collectives kazakhes et kirghizes, remplacèrent ceux qui étaient partis pour l'Allemagne.
La plupart des habitants a toutefois perdu l'usage de la langue de leurs ancêtres, l'enseignement et l'usage public de l'allemand ayant été interdits à leurs parents ou grands-parents.

## Population
La population du raïon, en baisse, est de 16 366 habitants en 2017.
La répartition entre nationalité est la suivante :
- Russes : 59,3 %
- Allemands : 31,8 %
- Ukrainiens : 5,3 %

## Climat
Le climat est strictement continental avec une moyenne de −19 °C en janvier et +22 °C en juillet.

## Végétation
Des châtaigniers, des peupliers, des érables et des bouleaux y poussent, mais la plus grande partie du relief est couverte par la steppe.